# デビッド・ロビンソン (バスケットボール)
デビッド・モーリス・ロビンソン（David Maurice Robinson, 1965年8月6日 - ）は、アメリカ合衆国フロリダ州キー・ウェスト出身の元プロバスケットボール選手。1990年代を中心に14年間NBAのサンアントニオ・スパーズでプレーした。ポジションはセンタープレイヤー。3度のオリンピックにアメリカ代表として参加、1992年と1996年には金メダルを獲得、1988年には銅メダリストとなった。NBAでは2度の優勝経験を持つ。1996年にはNBA50周年を記念した「50人の偉大な選手」の一人に選ばれ、2009年にはバスケットボール殿堂入りした。アメリカ海軍で士官として軍役に就いていたため、提督（The Admiral）のニックネームでも親しまれていた。

## プロ入りまで
バスケットボールを始めた時期はプロ入りした選手としては遅く、バージニア州の高校時代だった。高校卒業後は海軍兵学校に進み、バスケットボールを続けた。海軍兵学校で4年間プレイした大学リーグ時代の活躍は華々しく、ブロックショットやリバウンドでシーズン記録をあげたほか、4年次の1987年にはネイスミス賞、ウッデン賞を受賞した。
1987年のドラフトでは、全体1位でサンアントニオ・スパーズの指名を受ける。しかしロビンソンはすぐにはプロ入りせず、その後2年間、キングス・ベイの潜水艦基地で土木工学担当士官として軍役に就いた。
軍役1年目の1988年にはアメリカ代表選手としてソウルオリンピックに参加。アメリカは準決勝でソ連代表と対戦した。ロビンソンはこの試合19得点12リバウンドと活躍したが、アルビダス・サボニスを擁するソ連に一歩及ばず82対76で敗れ、結局銅メダル獲得となった（金メダルはソ連）。1972年ミュンヘンオリンピックでの遺恨試合と違って地力でアメリカが敗れたため、この敗戦はのちにドリームチームが結成される一つの契機になった。

## 現役時代
ロビンソンは、2年間の義務軍役期間を終了し海軍中尉で軍を退役すると、1989年よりスパーズに参加。このシーズンにおいて、ロビンソンは月間最優秀新人選手に毎月選出され、個人成績もシーズン平均24.3得点12リバウンドと素晴らしいものだった。ロビンソンは前シーズン21勝61敗だったチーム成績をディビジョン1位の56勝26敗に引き揚げる原動力となり、ルーキー・オブ・ザ・イヤー（新人王）を受賞した。
チームはその後数年間カンファレンスの強豪ないし中堅といった状況が続いた。ロビンソン個人はオールNBAチームやオールNBAディフェンシブチームに選ばれるなど高い評価を得る。1992年にはドリームチームの一員としてバルセロナオリンピックに参加、アメリカ代表は前回のオリンピックとは違い圧倒的な強さで金メダルを獲得した。
1993-94シーズンには平均29.8得点をあげ、リーグの得点王になった。このシーズンの終盤には、ロビンソンとオーランド・マジックのシャキール・オニールとの間で得点王レースが繰り広げられていた。ロビンソンはシーズン最後の試合となるロサンゼルス・クリッパーズにチームメートの協力も得て71点をあげ、オニールの29.3得点を上回ることになった。
1990年代半ばのスパーズはリーグでも屈指の強豪となっていた。1994-95シーズンにはリーグ最高の62勝20敗の成績を残し、ロビンソンはレギュラーシーズンMVPに選ばれた。このシーズンのプレイオフ、スパーズはカンファレンス・ファイナルでヒューストン・ロケッツと対戦。レギュラーシーズン成績47勝35敗で6位シードだったロケッツは、前シーズンMVPのアキーム・オラジュワンやクライド・ドレクスラーの活躍でトーナメントを勝ち進んでいた。リーグを代表する名センターの対決となったシリーズでオラジュワンはロビンソンを翻弄し、ロケッツが4勝2敗でNBAファイナルへと駒を進めた。ロビンソンには「土壇場に弱い」「リーダーシップがない」という批判がつきまとうことになった。
翌1995-96シーズン、ロビンソンはオールNBAファーストチーム入りし、チームはディビジョン首位の59勝23敗をあげるものの、プレイオフではカンファレンス・セミファイナルでユタ・ジャズに敗退。シーズン中に「50人の偉大な選手」に選ばれていたものの、ロビンソンは優勝経験のない偉大な選手だった。
翌1996-97シーズン、ロビンソンは怪我のためわずか6試合の出場となった。大黒柱を欠いた
チームの成績は20勝62敗と惨憺たるものだったが、スパーズはこの低迷のおかげで運良く翌シーズンのドラフト1位指名権を獲得した。その指名権でスパーズが選んだのが、大学リーグの各種賞与を総嘗めにしたセンター・フォワードの選手ティム・ダンカンだった。1997-98シーズン以降、ロビンソンとダンカンは「ツインタワー」として優勝を狙うことになる。
選手としての完成度が非常に高いダンカンの加入により、ロビンソンの役どころも変化していった。ロックアウトで短縮された1998-99シーズンはチームでの得点首位の座をダンカンに譲り、同時にエースとしての立場もダンカンが引き受けるように見られた。スパーズは37勝13敗でリーグ同率首位となり、プレイオフではNBAファイナルへと進み、パトリック・ユーイングを擁するニューヨーク・ニックスを下した。ファイナルMVPにはダンカンが選ばれたが、ロビンソンはついに悲願の優勝を果たした。
その後3年間は、シャキール・オニール、コービー・ブライアントを擁しフィル・ジャクソン監督が率いるロサンゼルス・レイカーズがリーグを支配する時代となった。ロビンソンの個人成績は年齢とともに徐々に下降していったものの、ダンカンとの「ツインタワー」は健在で、2003年にはスパーズの2度目の優勝に貢献した。このシーズンが終わると、同チームでプレーしたスティーブ・カーと共にロビンソンは引退した。

## プレースタイル
ロビンソンは高身長選手の常識を覆すほどの高い運動能力を持っており、コートを駆け抜ける走力もあった。アシスト能力もあり、ポイントガードの資質まで備えているところから「ポイント・センター」と一時期呼ばれていた。同じ時代のカール・マローンと同様に肉体を鍛え上げ、筋骨隆々とした体格をしていた(1998年にユタジャズとの試合でロビンソンはマローンにエルボーを受けている）。
得点力のみならずディフェンスにも優れ、オールNBAディフェンシブチームにはほぼ毎シーズン選ばれていた。IBMが各選手のシーズン成績を特定の公式に当てはめて算出する「IBM賞」を5回受賞している。
IBM賞はオールラウンドな活躍をした選手が受賞することが多く、ロビンソンは様々なカテゴリーで優れた成績を残すこともよくあった。1994年2月の対デトロイト・ピストンズ戦では34得点、10アシスト、10リバウンド、10ブロックをあげ、4つの部門で2桁を達成するクワドラプル・ダブルを成し遂げた史上4人目の選手となった。MVP、得点王、リバウンド王、ブロックショット王など個人で受賞できる賞はほとんど全て獲得している。
リーグを代表するほどの選手でありながら長い期間優勝できなかったために、精神面の弱さを批判されることがあった。キャリア後半にティム・ダンカンという盟友を得て以降は負担が軽くなり、キャプテンシーを見せる場面も多く、優勝経験も持つようになりそのような批判は聞かれなくなった。

## コート外
少年時代から頭脳明晰で、スーパーでの買い物の際、レジよりも早く合計金額を計算していたという。その後、海軍兵学校の入学試験を、合格点が700点であるのに対し900点以上の成績でパスしている。
また、ロビンソンはピアノやサクソフォーンを弾きこなし、ゴルフなど様々なスポーツを好む多趣味な人物である。2015年の1月からフルートも始めた。
地域貢献にも熱心で、しばしばサンアントニオの学校等の施設に多額の寄付を寄せていた。このような功績が讃えられ、2001年には「NBAスポーツマンシップ賞」を受賞した。現役時代には妻とともに、経済的に恵まれない子供のための学園を設立している。
キリスト教の熱心な信者であり、引退後にはサンアントニオのオークヒルズという教会に聖職者として加わった。この教会でロビンソンは、キリスト教関係の著作で知られるマックス・ルケイド牧師とともに、聖書の勉強会の講師をしている。しかし、キリスト教の教えでは「億万長者が天国へ行くことは、ラクダに乗って針の穴を通り抜けることよりも難しい」とされているため、NBA選手として巨万の富を得た彼は、そのことで深刻に悩んでいるらしい。

## 個人成績

### NBAレギュラーシーズン
| シーズン     | チーム       | GP  | GS  | MPG  | FG%  | 3P%  | FT%  | RPG   | APG | SPG | BPG  | TO  | PPG    |
| ------------ | ------------ | --- | --- | ---- | ---- | ---- | ---- | ----- | --- | --- | ---- | --- | ------ |
| 1989-90      | SAS          | 82* | 81  | 36.6 | .531 | .000 | .732 | 12.0  | 2.0 | 1.7 | 3.9  | 3.1 | 24.3   |
| 1990-91      | SAS          | 82* | 81  | 37.7 | .552 | .143 | .762 | 13.0* | 2.5 | 1.6 | 3.9  | 3.3 | 25.6   |
| 1991-92      | SAS          | 68  | 68  | 37.7 | .551 | .125 | .701 | 12.2  | 2.7 | 2.3 | 4.5* | 2.7 | 23.2   |
| 1992-93      | SAS          | 82* | 82* | 39.2 | .501 | .176 | .732 | 11.7  | 3.7 | 1.6 | 3.2  | 2.9 | 23.4   |
| 1993-94      | SAS          | 80  | 80  | 40.5 | .507 | .345 | .749 | 10.7  | 4.8 | 1.7 | 3.3  | 3.2 | 29.8 * |
| 1994-95      | SAS          | 81  | 81  | 38.0 | .530 | .300 | .774 | 10.8  | 2.9 | 1.7 | 3.2  | 2.9 | 27.6   |
| 1995-96      | SAS          | 82* | 82* | 36.8 | .516 | .333 | .761 | 12.2  | 3.0 | 1.4 | 3.3  | 2.3 | 25.0   |
| 1996-97      | SAS          | 6   | 6   | 24.5 | .500 | .000 | .654 | 8.5   | 1.3 | 1.0 | 1.0  | 1.3 | 17.7   |
| 1997-98      | SAS          | 73  | 73  | 33.7 | .511 | .250 | .735 | 10.6  | 2.7 | 0.9 | 2.6  | 2.8 | 21.6   |
| 1998-99      | SAS          | 49  | 49  | 31.7 | .509 | .000 | .658 | 10.0  | 2.1 | 1.4 | 2.4  | 2.2 | 15.8   |
| 1999-00      | SAS          | 80  | 80  | 32.0 | .512 | .000 | .726 | 9.6   | 1.8 | 1.2 | 2.3  | 2.1 | 17.8   |
| 2000-01      | SAS          | 80  | 80  | 29.6 | .486 | .000 | .747 | 8.6   | 1.5 | 1.0 | 2.5  | 1.5 | 14.4   |
| 2001-02      | SAS          | 78  | 78  | 29.5 | .507 | .000 | .681 | 8.3   | 1.2 | 1.1 | 1.8  | 1.3 | 12.2   |
| 2002-03      | SAS          | 64  | 64  | 26.2 | .469 | .000 | .710 | 7.9   | 1.0 | 0.8 | 1.7  | 1.3 | 8.5    |
| 通算         | 通算         | 987 | 985 | 34.7 | .518 | .250 | .736 | 10.6  | 2.5 | 1.4 | 3.0  | 2.4 | 21.1   |
| オールスター | オールスター | 10  | 3   | 18.4 | .588 | .000 | .695 | 6.2   | .8  | 1.3 | 1.3  | 1.1 | 14.1   |

### NBAプレーオフ
| シーズン | チーム | GP  | GS  | MPG  | FG%  | 3P%  | FT%  | RPG  | APG | SPG | BPG | TO   | PPG  |
| -------- | ------ | --- | --- | ---- | ---- | ---- | ---- | ---- | --- | --- | --- | ---- | ---- |
| 1990     | SAS    | 10  | 10  | 37.5 | .533 | .000 | .677 | 12.0 | 2.3 | 1.1 | 4.0 | 2.40 | 24.3 |
| 1991     | SAS    | 4   | 4   | 41.5 | .686 | .000 | .868 | 13.5 | 2.0 | 1.5 | 3.8 | 3.75 | 25.8 |
| 1993     | SAS    | 10  | 10  | 42.1 | .465 | .000 | .664 | 12.6 | 4.0 | 1.0 | 3.6 | 2.50 | 23.1 |
| 1994     | SAS    | 4   | 4   | 36.5 | .411 | .000 | .741 | 10.0 | 3.5 | 0.8 | 2.5 | 2.25 | 20.0 |
| 1995     | SAS    | 15  | 15  | 41.5 | .446 | .200 | .812 | 12.1 | 3.1 | 1.5 | 2.6 | 3.73 | 25.3 |
| 1996     | SAS    | 10  | 10  | 35.3 | .516 | .000 | .667 | 10.1 | 2.4 | 1.5 | 2.5 | 2.40 | 23.6 |
| 1998     | SAS    | 9   | 9   | 39.2 | .425 | .000 | .635 | 14.1 | 2.6 | 1.2 | 3.3 | 2.78 | 19.4 |
| 1999     | SAS    | 17  | 17  | 35.3 | .483 | .000 | .722 | 9.9  | 2.5 | 1.6 | 2.4 | 2.35 | 15.6 |
| 2000     | SAS    | 4   | 4   | 38.8 | .373 | .000 | .762 | 13.8 | 2.5 | 1.8 | 3.0 | 2.00 | 23.5 |
| 2001     | SAS    | 13  | 13  | 31.5 | .472 | .000 | .695 | 11.8 | 1.7 | 1.3 | 2.4 | 2.15 | 16.6 |
| 2002     | SAS    | 4   | 4   | 20.3 | .474 | .000 | .000 | 5.8  | 1.3 | 0.8 | 0.8 | 0.50 | 4.5  |
| 2003     | SAS    | 23  | 23  | 23.4 | .542 | .000 | .667 | 6.6  | 0.9 | 0.8 | 1.4 | 1.04 | 7.8  |
| 通算     | 通算   | 123 | 123 | 34.3 | .479 | .100 | .708 | 10.6 | 2.3 | 1.2 | 2.5 | 2.3  | 18.1 |